# بريتا فون كولن
بيرجيتا «بريتا» فون كولن (بالسويدية: Brita von Cöllen)‏ ( توفيت عام 1707) رسامة سويدية.
يشير أحد طرق تهجئة اسمها قبل الزواج، Steenzelia، إلى أنها كانت من عائلة رجال دين. تزوجت من الرسام أندريس فون كولن، ورزقت بولدين أصبحا راسّمان وهما كارل غوستاف فون كولن وديفيد فون كولن. زوجها أندريس، والذي كان أيضًا صانع ورق جدران ، قام برسم صور لأعضاء البلاط الملكي.
رسوماتها المعروفة والمحافظة عليها هي صورة للأستاذ إريكوس كاستوفيوس من عام 1703 ، وصورة للكونت جاكوب سبينز المرسومة (تخمينا) قبل عام 1704.